# Waleri Anatoljewitsch Bobkow
Waleri Anatoljewitsch Bobkow (russisch Валерий Анатольевич Бобков; * 17. Oktober 1956 in Stalinabad) ist ein russischer Regisseur. 
Bobkow lernte 1976–1981 am Gerassimow-Institut für Kinematographie, arbeitete 1996–2006 als Produzent für das ZDF und danach für Interfilm in Luxemburg, wobei er in  Vianden lebte. Seit Anfang 2000 ist er auch Filmdirektor des seit 1986 bestehenden Bobkovstudio in Moskau (mit Zweigstellen in Kaliningrad, Sewastopol, Murmansk, Perm, Petropawlowsk-Kamtschatskij, Wladiwostok und Nishnij Nowgorod). 